# Scipione Damiano
Scipione Damiano (Asti, ... – Asti, 17 luglio 1473) è stato un vescovo cattolico italiano.
È stato vescovo di Asti dal 18 dicembre 1469 fino alla sua morte.

## Biografia
Scipione era della nobile famiglia astigiana dei Damiano, conti di Priocca, Verduno, consignori di Castelletto Merli, Castellinaldo, Piobesi, Ponzano.
Oltre a Scipione, la famiglia Damiano portò all'episcopato anche il fratello Pietro e Benedetto divenne tesoriere del duca d'Orleans nel XV secolo.
Il suo breve episcopato non gli permise di eseguire grandi progetti. Tra le sue opere, la fondazione della cappella dei Putti in cattedrale con l'installazione dell'organo che funzionò fino al 1763.